# Reggie Jackson
Martinez Reginald Jackson, soprannominato Mr. Ottobre, detto Reggie (Wyncote, 18 maggio 1946), è un ex giocatore di baseball statunitense.

## Carriera

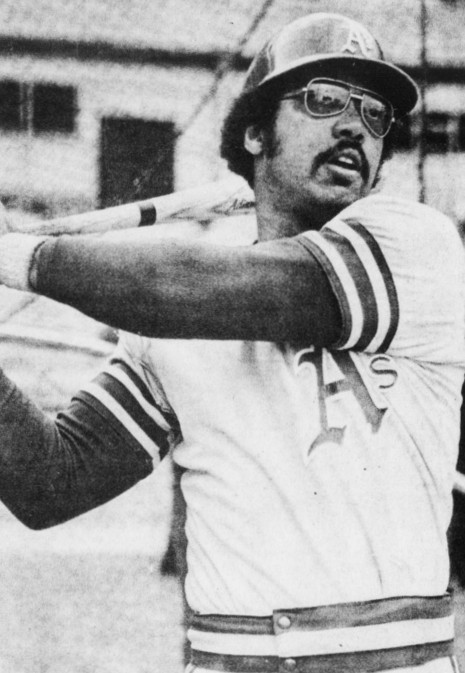
Jackson con gli Athletics nel 1973

Jackson ha frequentato la Cheltenham High School di Cheltenham, Pennsylvania e dopo essersi diplomato si è iscritto alla Arizona State University di Tempe; dove nel 1966 venne selezionato nel primo turno, come seconda scelta assoluta del draft MLB 1966 dai Kansas City Athletics. Ha iniziato a giocare nello stesso anno nella minor league nelle classi A e A-breve. Iniziò la stagione 1967 in Doppia-A.
Reggie Jackson ha debuttato nella MLB il 9 giugno 1967, al Municipal Stadium di Kansas City contro i Cleveland Indians, battendo la sua prima valida.
Nel 1973 ha vinto il Major League Baseball Most Valuable Player Award per l'American League.
Nel 1993 è stato inserito nella Baseball Hall of Fame. Nel 1999 è stato inserito da The Sporting News‍ al 48º posto nella classifica dei migliori cento giocatori di tutti i tempi.

## Curiosità
- Ha recitato nei panni di sé stesso nel film Una pallottola spuntata, nel film Richie Rich, nel telefilm I Jefferson nell'episodio 11x10 "Una palla mancata" e nell'episodio 6x11 di MacGyver (1990).
- Nel 1988 SEGA ha prodotto il videogioco Reggie Jackson Baseball per Sega Master System, distribuito in Europa con il titolo di American Baseball.[3]
- Nel film “Ti amerò fino ad ammazzarti”, Harlan e Marlon (William Hurt e Keanu Reeves), i due tossicodipendenti assoldati per assassinare Joy (Kevin Kline) vengono distratti, durante il tentativo di omicidio, da una mazza “Reggie Jackson” di cui sono tifosissimi.

## Palmarès

### Club
- World Series: 5

Oakland Athletics: 1972–1974
New York Yankees: 1977, 1978

### Individuale
- MVP dell'American League: 1

1973
- MVP delle World Series: 2

1973, 1977
- MLB All-Star: 14

1969, 1971–1975, 1977–1984
- Silver Slugger Award: 2

1980, 1982
- Leader dell'American League in fuoricampo: 4

1973, 1975, 1980, 1982
- Leader dell'American League in punti battuti a casa: 1

1973
- Numero 9 ritirato dagli Oakland Athletics
- Numero 44 ritirato dai New York Yankees